# مایک مک‌گلون
مایک مک‌گلون (انگلیسی: Mike McGlone؛ زادهٔ ۱۰ اوت ۱۹۷۲) یک هنرپیشه، و پدیدآور اهل ایالات متحده آمریکا است.
از فیلم‌ها یا برنامه‌های تلویزیونی که وی در آن نقش داشته‌است می‌توان به او شماره یک است، یک پلیس سرسخت، تصادفات شاد و هاردبال اشاره کرد.